# Андромеда

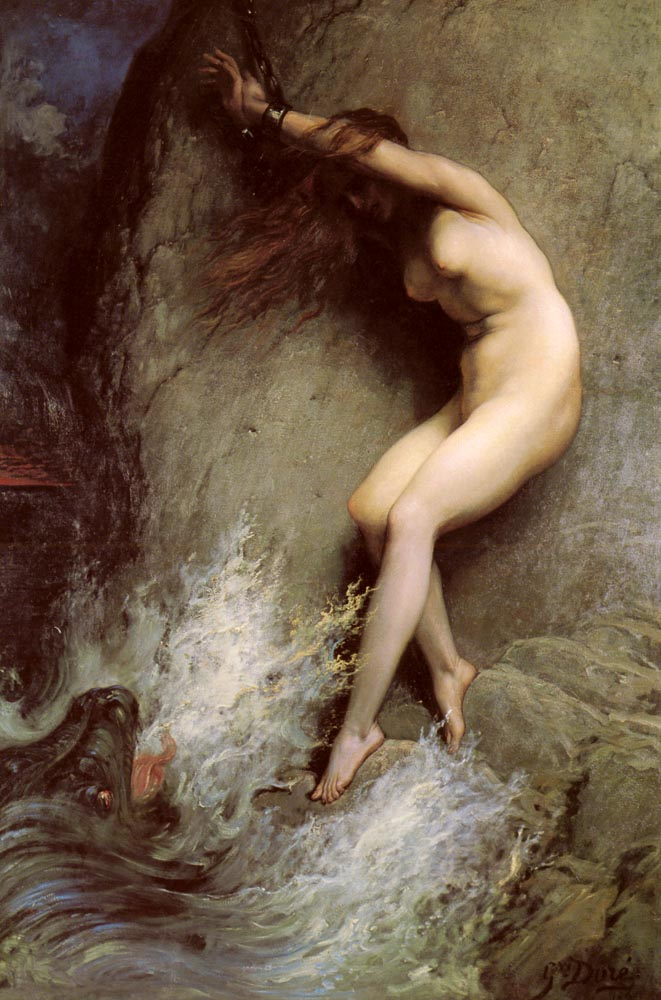
Андромеда, картина Ґюстава Доре

Андроме́да (грец. Ανδρομέδα) — героїня давньогрецької міфології, дочка царів Ефіопії Кефея та Кассіопеї; як і її мати, була надзвичайно вродливою.
Кассіопея хвалилася, що її дочка краща за будь-яку з нереїд. Обурені нереїди поскаржилися Посейдонові, який затопив Ефіопію і наслав морську потвору, що пожирала людей. Оракул провістив, що країна визволиться від страховиська тоді, коли йому віддадуть Андромеду. Веління оракула виконали. Прикута до скелі Андромеда чекала на смерть, але з'явився Персей, що повертався після перемоги над Медузою. Захоплений красою дівчини, Персей убив потвору і попросив руки дівчини. Після смерті Андромеди Афіна перетворила її на сузір'я.
Сюжет цього міфу використано в живописі й пластиці (Тіціан, Тінторетто, Рубенс, Рембрандт, Пуссен, П. Пюже), у літературі (П. Корнель, П. Кальдерон, Лопе де Вега) і музиці (К. Монтеверді, Л. Россі, Гендель, Гайдн, Цінгареллі, Ж. Ібер, П. Моріс та ін.).
Міф про викрадення Андромеди використано в християнській легенді про Святого Юрія Змієборця.